# Acronyches imitator
Acronyches imitator là một loài ruồi trong họ Asilidae. Acronyches imitator được Hermann miêu tả năm 1921. Loài này phân bố ở vùng Tân nhiệt đới.